# Лук Робина Гуда
«Лук Робина Гуда» (итал. L'arciere di fuoco) — приключенческий фильм плаща и шпаги 1971 года, снятый итальянским режиссёром Джорджо Феррони. Сюжет основан на легенде о благородном лесном разбойнике Робине Гуде, роль которого в фильме исполнил Джулиано Джемма.

## Сюжет
В 1195 году сэр Генрих Ноттингемский возвращается в Англию из крестового похода вместе с немецким рыцарем Ваттенбергом, легатом императора Генриха VI. Вдвоём они приносят брату короля, принцу Иоанну, известие о том, что Ричард Львиное Сердце взят в плен в Австрии и будет освобожден только после уплаты крупного выкупа. Генри и Ваттенберг быстро понимают, что принцу Иоанну выгодна эта ситуация, и что теперь он унаследует английский трон. Тогда Генри сообщает Ваттенбергу, что собирается самостоятельно собрать деньги для выкупа и отправляется в родной Ноттингем.
Там он выясняет, что власть в регионе захватил сэр Роберт, самозванный шериф Ноттингема; ранее шерифом был отец Генри. Генри присоединяется к шервудским разбойникам Маленького Джона и вместе они начинают партизанскую войну против шерифа Ноттингемского. Не желая раскрывать свою личность, поскольку за ним охотятся убийцы, подосланные принцем Иоанном, Генри берёт себе имя Робин. Мастерски орудуя луком, он защищает английское население Шервуда от норманнских захватчиков и жестокого шерифа-самозванца.

## В ролях
| Актёр               | Роль                                |
| ------------------- | ----------------------------------- |
| Джулиано Джемма     | сэр Генри Ноттингемский / Робин Гуд |
| Марио Адорф         | брат Тук                            |
| Сильвия Дионисио    | Дева Мэриан                         |
| Марк Дэймон         | Алан из Лощины                      |
| Мануэль Зарзо       | Уилл Скарлетт                       |
| Луис Давила         | сэр Роберт, шериф Ноттингемский     |
| Нелло Паццафини     | Маленький Джон                      |
| Пьер Крессуа        | сэр Гай Гисборн                     |
| Хельга Лине         | возлюбленная Роберта Матильда       |
| Антонио Пика        | рыцарь-барон Рудольф фон Ваттенберг |
| Ларс Блох           | король Ричард I Львиное Сердце      |
| Наццарено Дзамперла | один из разбойников Робина Гуда     |

## Производство
Съёмки проходили в Барселоне, Испания.

## Международный прокат
Премьера «Лука Робина Гуда» в итальянских кинотеатрах состоялась 12 марта 1971 года. Выход в прокат в США состоялся лишь спустя пять лет, в 1976 году.